# Petrőc község
Petrőc község (szerbül Општина Бачки Петровац / Opština Bački Petrovac, szlovákul Obec Báčsky Petrovec) egy közigazgatási egység (község, járás) Szerbiában, a Vajdaságban, a Dél-bácskai körzetben. Központja Petrőc. A község Vajdaság egyetlen abszolút szlovák többségű községe.

## Földrajzi fekvése
Bácska déli részén található. A községet északon Verbász község, keleten és nagyobbrészt délen Újvidék városi község, délen egy kis részt Belcsény község és a Duna, nyugaton pedig Palánka község határolja.

## Települések
A községhez (járáshoz) 4 település tartozik.
| \| Belcsény Verbász község Palánka község Újvidék városi község PETRŐC Kölpény Bulkeszi Dunagálos \| \| térkép szerkesztése \| |                    |                   |                 |
| Magyar név | Szerb név (cirill) | Szerb név (latin) | Népesség (2011) |
| Bulkeszi | Маглић             | Maglić            | 2488            |
| Dunagálos | Гложан             | Gložan            | 1996            |
| Kölpény | Кулпин             | Kulpin            | 2755            |
| Petrőc | Бачки Петровац     | Bački Petrovac    | 6063            |
| Belcsény Verbász község Palánka község Újvidék városi község PETRŐC Kölpény Bulkeszi Dunagálos                                 |                    |                   |                 |
| térkép szerkesztése |                    |                   |                 |

## Népesség
A község lakossága 2002-ben 14 681 fő volt, 2011-ben pedig 13 418.
A 2011-es népszámláláskor az etnikai összetétel a következő volt (13 418 főre):
- szlovák: 8772 fő (65,37%)
- szerb: 3512 fő (26,17%)
- cigány: 108 fő (0,8%)
- horvát: 91 fő (0,68%)
- magyar: 74 fő (0,55%)
- jugoszláv: 58 fő (0,43%)
- albán: 26 fő (0,19%)
- ruszin: 17 fő (0,13%)
- montenegrói: 16 fő (0,12%)
- muzulmán: 13 fő (0,1%)
- macedón: 12 fő (0,09%)
- német: 10 fő (0,07%)
- szlovén: 10 fő (0,07%)
- ukrán: 6 fő (0,04%)
- bolgár: 3 fő (0,02%)
- bosnyák: 3 fő (0,02%)
- orosz: 3 fő (0,02%)
- egyéb: 20 fő (0,15%)
- nem nyilatkozott: 538 fő (4,01%)
- régiós kötődésű: 109 fő (0,81%)
- ismeretlen: 17 fő (0,13%)

Petrőc, Kölpény és Dunagálos szlovák, míg Bulkeszi szerb (történelmileg német) többségű.